# Tapeinochilos dahlii
Tapeinochilos dahlii är en enhjärtbladig växtart som beskrevs av Karl Moritz Schumann. Tapeinochilos dahlii ingår i släktet Tapeinochilos och familjen Costaceae. Inga underarter finns listade.